# Phyllodactylus davisi
Phyllodactylus davisi (листопалий гекон Девіса) — вид геконоподібних ящірок родини Phyllodactylidae. Ендемік Мексики. Названий на честь американського зоолога Вільяма Бенноні Девіса.

## Поширення і екологія
Phyllodactylus davisi поширені в прибережних районах на заході центральної Мексики, в штаті Коліма і на північному заході штату Мічоакан. Вони живуть серед скельних виступів в сухих тропічних лісах.